# Kettering (Ohio)
Kettering és una població dels Estats Units a l'estat d'Ohio. Segons el cens del 2000 tenia 57.502 habitants.

## Demografia
Segons el cens del 2000, Kettering tenia 57.502 habitants, 25.657 habitatges, i 15.727 famílies. La densitat de població era de 1.187,9 habitants/km².
Dels 25.657 habitatges en un 26,9% hi vivien nens de menys de 18 anys, en un 48,7% hi vivien parelles casades, en un 0% dones solteres, i en un 38,7% no eren unitats familiars. En el 33,4% dels habitatges hi vivien persones soles el 12,7% de les quals corresponia a persones de 65 anys o més que vivien soles. El nombre mitjà de persones vivint en cada habitatge era de 2,22 i el nombre mitjà de persones que vivien en cada família era de 2,85.
Per edats la població es repartia de la següent manera: un 22,5% tenia menys de 18 anys, un 7,5% entre 18 i 24, un 29,4% entre 25 i 44, un 22,3% de 45 a 60 i un 18,3% 65 anys o més.
L'edat mediana era de 39 anys. Per cada 100 dones de 18 o més anys hi havia 86,7 homes.
La renda mediana per habitatge era de 45.051 $ i la renda mediana per família de 55.849 $. Els homes tenien una renda mediana de 41.558 $ mentre que les dones 28.921 $. La renda per capita de la població era de 27.009 $. Aproximadament el 3,2% de les famílies i el 4,6% de la població estaven per davall del llindar de pobresa.

## Poblacions més properes
El següent diagrama mostra les poblacions més properes.

## Persones il·lustres
- Brooklyn Decker (n. 1987), model